# Amerikanerbrücke
Die Amerikanerbrücke, auch Amerikaner-Brücke genannt, war eine Behelfsbrücke der unmittelbaren Nachkriegszeit, die über den Rhein in Köln führte.

## Vorgeschichte
Nachdem die 1. US-Armee im Rahmen der Operation Lumberjack die Stadt am 5. März 1945 erreicht hatte und am 6. März 1945 deutsche Pioniere mit der Hohenzollernbrücke die letzte intakte Kölner Rheinbrücke gesprengt hatten, erreichten am 14. April 1945 Panzertruppen der US-Armee, die bei Remagen (Brücke von Remagen) den Rhein überquert hatten, Köln-Porz und besetzen später vollständig die rechtsrheinischen Stadtteile. Um einen Austausch zu ermöglichen, errichtete die US-Armee eine Ponton-Brücke südlich der Südbrücke über den Rhein.

## Baugeschichte
Je nach Quelle begann der Bau der Brücke am 16. März 1945 oder im April 1945. Wobei der Apriltermin der wahrscheinlichere ist, weil erst ab diesem Datum beide Rheinseiten von der US-Armee besetzt waren. Die Brücke war neun Meter breit. Die Schifffahrtsöffnung, damit die notwendige Rheinschifffahrt gewährleistet werden konnte, betrug 25 Meter. mit dem Bau der McNair-Brücke verlor die Amerikanerbrücke ihre Bedeutung. Im September 1946 wurde sie demontiert.

## Standort
Die Amerikanerbrücke entstand zwischen den beiden zerstörten südlichsten Brücken Kölns, der Südbrücke und der Rodenkirchener Brücke in der Nähe des Rheinkilometers 684 und verband die Stadtteile Poll und Bayenthal. Sie führte in der Verlängerung der Schönhauser Allee auf die Poller Wiesen.